# Maximilian Daublebsky von Sterneck
Il barone Maximilian Daublebsky von Sterneck zu Ehrenstein (Klagenfurt, 14 febbraio 1829 – Vienna, 5 dicembre 1897) è stato un ammiraglio austriaco.

## Biografia
Figlio di un nobile piccolo feudatario in Carinzia e proprietario del Castello di Krastowitz (presso Klagenfurt), fu presto iniziato alla carriera militare di ufficiale nella marina militare austriaca; studiò nelle migliori accademie navali d'Europa, a Zara, Portsmouth e Copenaghen, ove conobbe il padre di un suo futuro amico, Thorstein Egeberg Borchgrevink, norvegese.
Uscito dall'accademia reale di Copenaghen come guardiamarina, accompagnò la flotta danese dell'ammiraglio Hans Birch Dahlerup in Messico con l'arciduca Massimiliano.
Promosso capitano di corvetta e poi capitano di fregata, partecipò alla battaglia di Lissa sotto Wilhelm von Tegetthoff, al comando della nave SMS Erzherzog Ferdinand Max, e ordinò lo speronamento della Re d'Italia facendola affondare. Poco prima dell'affondamento della corazzata italiana, Maximilian Daublesky von Sterneck, il comandante di quella austriaca, urlò in veneto al suo timoniere, Tommaso Penzo detto Ociai: «Daghe dosso che la ciapèmo». Di Tegetthoff fu invece la celebre frase a conclusione della battaglia: «navi di legno comandate da teste di ferro hanno sconfitto navi di ferro comandate da teste di legno».
Distintosi quindi a Lissa, fu promosso capitano di vascello e nel 1869 commodoro e comandante della base militare di Pola. Qui conobbe l'esploratore Johann Nepomuk Wilczek, e con questi fondò a Pola un club, scalo obbligatorio ai navigatori europei dell'epoca. Di questo club fecero parte tra gli altri Julius von Payer, Carl Weyprecht, Felix von Bendemann e Carsten Egeberg Borchgrevink.
Nel 1883 Daublebsky von Sterneck venne promosso viceammiraglio e insignito dell'Ordine militare di Maria Teresa; divenne consigliere al ministero della marina austroungarico, all'epoca retto dal principe Alfredo di Montenuovo; condividendo con quest'ultimo la passione per le esplorazioni, fece concentrare la panoramica di von Montenuovo sulle esplorazioni che allora i russi con Fëdor Petrovič Litke (Friedrich Lütke) e Lavrentij Alekseevič Zagoskin stavano compiendo al Polo Nord e fece incaricare von Payer e Weyprecht di una massiccia spedizione al Polo Nord.
Fu inoltre patrono della Terra di Francesco Giuseppe e amico del botanico tedesco Hermann von Schlagintweit; si interessò inoltre alla fallita spedizione di Karl Klaus von der Decken in Somalia, che avrebbe permesso all'Austria un ingresso tra le potenze colonialiste. A causa la sua mentalità liberale e in contrasto con la corte austriaca, fu allontanato da Vienna con lo stratagemma di una missione diplomatica a Stoccarda, dove si sarebbe dovuto incontrare con il generale svevo Wilhelm von Waldburg-Zeil e con il ministro degli esteri del Württemberg Franz Schenk von Stauffenberg. Al suo ritorno in Austria, deluso, si ritirò nel suo castello di campagna presso Klagenfurt.
Venne sepolto nella chiesa della Marina di Pola.